# Nečak
Nečak je izraz za sina enega od bratov ali sester, nečakinja pa je hči brata ali sestre.
Nečak kliče brata svojega očeta ali matere stric, sestro očeta ali matere pa teta.